# پرچم لائوس

پرچم لائوس

پرچم کنونی لائوس با تناسب ۲:۳ در سال ۱۹۷۵ میلادی پذیرفته شد تا جایگزینی باشد بر پرچمی که از ۱۹۵۲ (زمان پادشاهی لائوس) تا آن تاریخ مورد استفاده قرار گرفته بود. این پرچم که در عین‌حال پرچم جنبش پاتت لائو نیز بود یکی از معدود پرچم‌های کمونیستی است که ستاره‌ای درش به‌کار نرفته‌است.

## طرح و نمادشناسی
پرچم لائوس از سه نوار افقی غیرهم‌اندازه تشکیل شده‌است که دو نوار قرمز در بالا و پایین پرچم و یک نوار آبی با دو برابر اندازهٔ نوارهای سرخ که دایرهٔ بزرگ سفیدرنگی نیز در وسط آن قرار گرفته در میان دو نوار دیگر قرار دارد. در این پرچم رنگ قرمز یادآور خون‌هایی است که برای آزادی ریخته شده، رنگ آبی نماد رودخانه مکونگ، کامیابی و ثروت و دایرهٔ سفید نماد ماه کامل بر روی رود مکونگ و همچنین آیندهٔ روشن کشور و وحدت مردم در سایهٔ دولت کمونیست پاتت لائو است.

## پرچم‌های پیشین

پرچم لائوس به‌عنوان مستعمرهٔ فرانسه ۱۸۹۳-۱۹۵۲
پرچم پادشاهی لائوس ۱۹۵۲-۱۹۷۵
پرچم سلطنتی لائوس تا پیش از ۱۹۷۵